# FIAT-IFTA
FIAT-IFTA (Fédération Internationale des Associations de Thanatoloques–International Federation of Thanatologists Associations), Międzynarodowa Federacja Organizacji i Firm Pogrzebowych – organizacja powstała w 1969 roku w Paryżu z inicjatywy André F. Chatillona, Roberta Lepine’a i Jacques’a Marette’a. Jej siedziba mieści się w Monte Carlo w Monako, a biuro w Hilversum w Holandii.
W 1974 roku FIAT-IFTA przekształcił się w stowarzyszenie usług pogrzebowych. W 1988 roku FIAT-IFTA stał się ogólnoświatowym stowarzyszeniem.

## Struktura i władze
Regiony w FIAT-IFTA:
- Zachód: Północna i Południowa Ameryka
- Centrum: Europa i Afryka
- Wschód: Azja i Australia z Oceanią

Polskę w FIAT-IFTA reprezentują Franciszek Maksymiuk i Marek Cichewicz z Polskiego Stowarzyszenia Pogrzebowego.
Władze FIAT-IFTA są wybierane co dwa lata podczas Walnego Zgromadzenia stowarzyszenia. W tym czasie odbywają się konferencje, na które przyjeżdżają członkowie stowarzyszenia z całego świata. Wizytują wybrane domy pogrzebowe oraz cmentarze krajów, w których konferencja jest organizowana. Każdy uczestnik konferencji może wziąć udział w obradach Walnego Zgromadzenia. Stowarzyszenie wydaje kwartalnik „Thanos” publikowany w języku francuskim, angielskim oraz hiszpańskim.